# 光秒
光秒是一個借用了光速恆定不變的概念，再加上秒的定義而成的大尺度距離單位，被定義為光在真空中一秒所行走的距離，是國際通用度量衡單位之一，常見於天文學和電訊上。
根據現時國際度量衡局的定義，一光秒恆定於299,792,458米。以光秒為基礎，我們還可以導引出其他單位的長度，小至光納秒到較長的光分、光時和光日。這些單位，不時都會在科普出版物裡出現。